# Sundbybergs centrum (métro de Stockholm)
Sundbybergs Centrum est une station de la Ligne T10 (Blå Linjen/Ligne Bleue) du métro de Stockholm. La station est située dans le centre-ville de Sundbyberg. La distance entre Sundbybergs Centrum et l'un des deux terminus de la ligne, Kungsträdgården est de 8,3 kilomètres. La station fut inaugurée le 19 août 1985. La station est située à environ 26 mètres sous terre et à 11,5 mètres en dessous du niveau de la mer, ce qui la place à la sixième place des stations les profondes (au niveau de la mer) de tout le réseau du métro de Stockholm. La station est également utilisée par les trains de banlieue. La décoration artistique fut conçue par Lars Kleen, Michael Söderlundh et Peter Tillberg.

## Galerie de photos

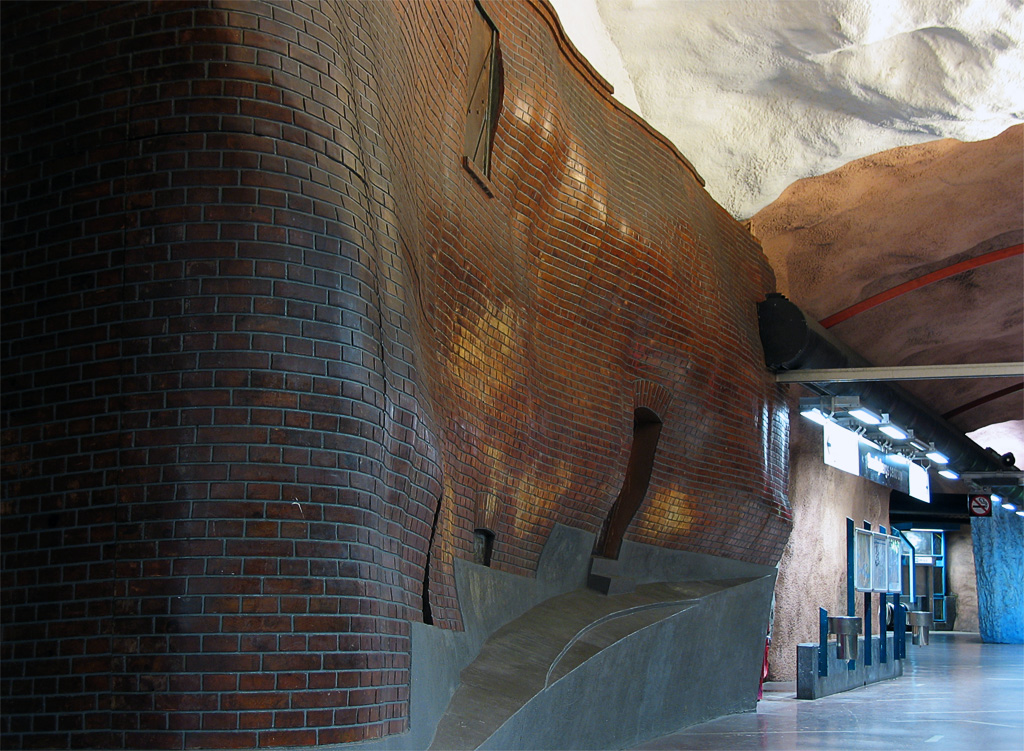
Extérieur d'une ancienne usine à pain de Sundbyberg.